# Гальперин, Егор Сергеевич
Егор Сергеевич Гальперин (род. 17 февраля 1996 года) — российский прыгун в воду.

## Карьера
Происходит из известной спортивной команды: сын Раисы и Сергея, брат Глеба Гальпериных.
Тренируется в Москве в ЦСКА под руководством отца.
На Универсиаде 2015 года в Кванджу завоевал бронзу в мужском синхроне в паре с Игорем Мялиным.